# Nürensdorf
Nürensdorf (toponimo tedesco) è un comune svizzero di 5 600 abitanti del Canton Zurigo, nel distretto di Bülach.

## Storia
La località di Baltenswil, già frazione di Nürensdorf, nel 1931 è stata assegnata a Bassersdorf.

## Monumenti e luoghi d'interesse

Il castello di Nürensdorf

- Castello di Nürensdorf, eretto nel 1760[1].

## Società

### Evoluzione demografica
L'evoluzione demografica è riportata nella seguente tabella (dal 1941 senza Baltenswil):
Abitanti censiti

## Geografia antropica

### Frazioni

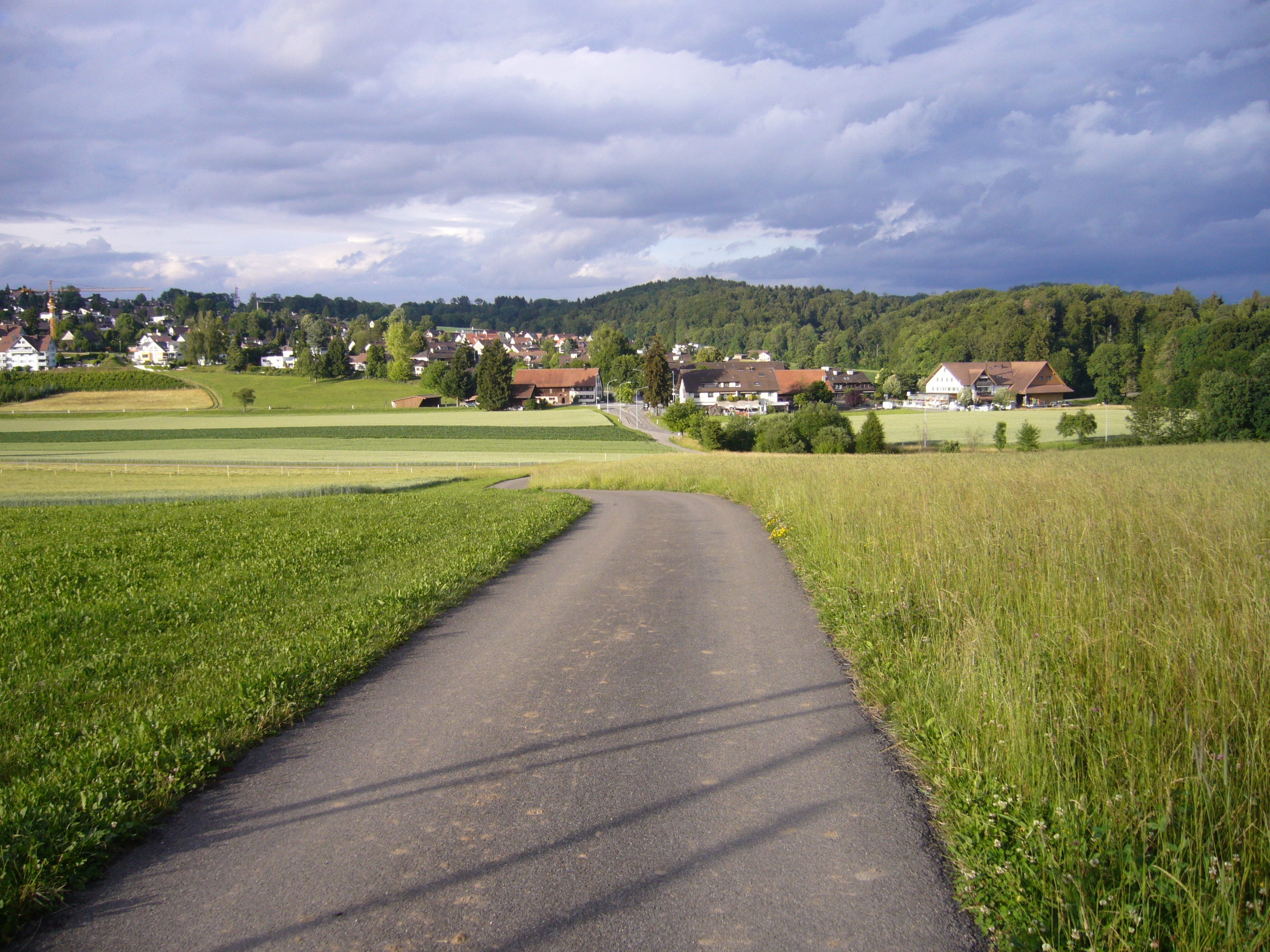
Birchwil

- Birchwil
- Breite
- Breitehof
- Breitenloo
- Chlihus
- Hakab
- Oberwil

## Amministrazione
Ogni famiglia originaria del luogo fa parte del cosiddetto comune patriziale e ha la responsabilità della manutenzione di ogni bene ricadente all'interno dei confini del comune.